# Korkeasaari (ö i Finland, Södra Savolax, S:t Michel, lat 61,95, long 27,34)
Korkeasaari är en ö i Finland. Den ligger i sjön Pitkäjärvi och i kommunen Sankt Michel i den ekonomiska regionen  S:t Michel och landskapet Södra Savolax, i den södra delen av landet, 230 km nordost om huvudstaden Helsingfors. Öns area är 0,8 hektar och dess största längd är 140 meter i sydöst-nordvästlig riktning.